# Kloster Gars

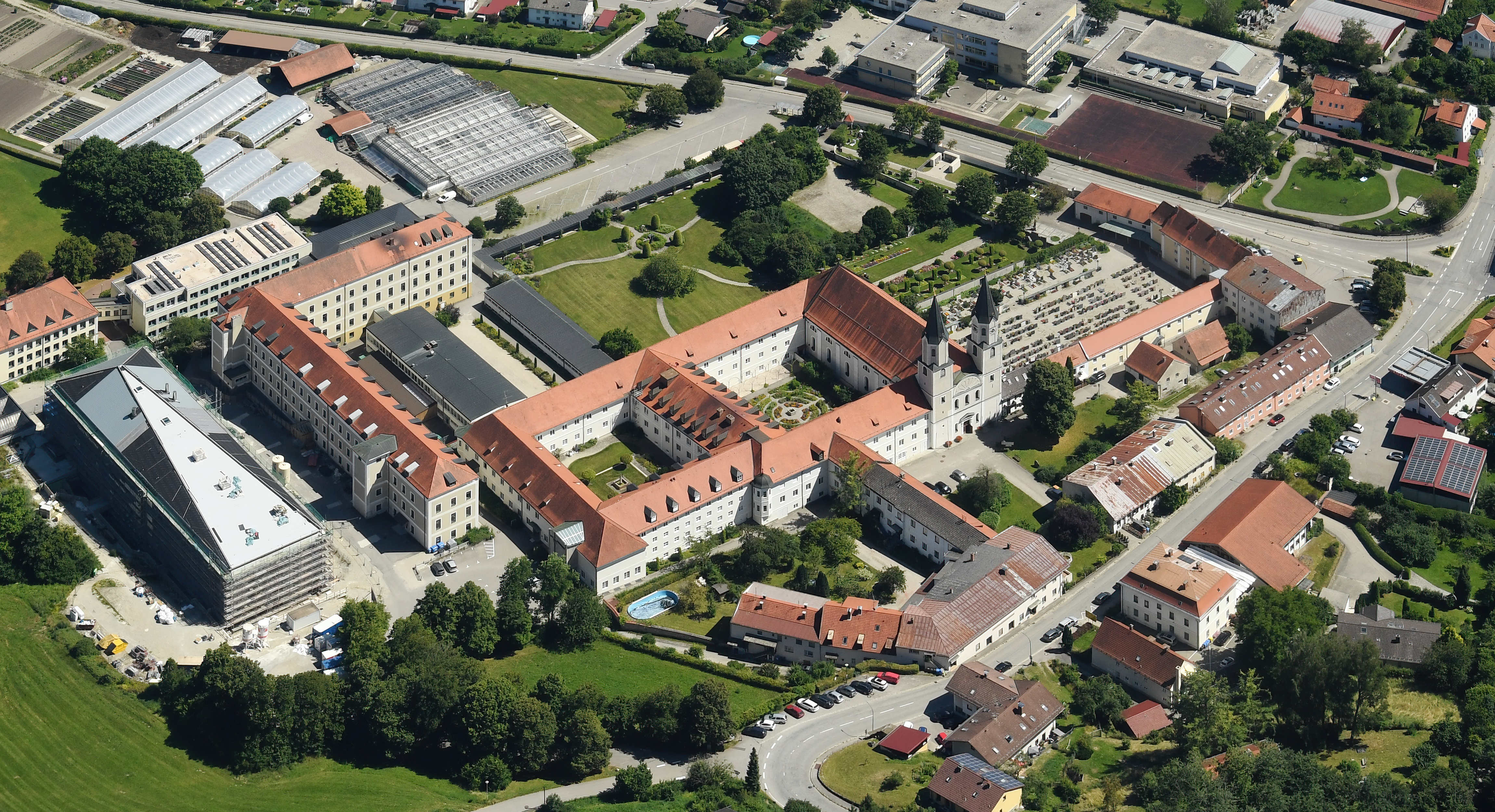
Kloster Gars aus der Vogelperspektive

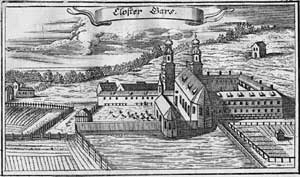
Stich des Klosters aus dem Churbaierischen Atlas des Anton Wilhelm Ertl 1687

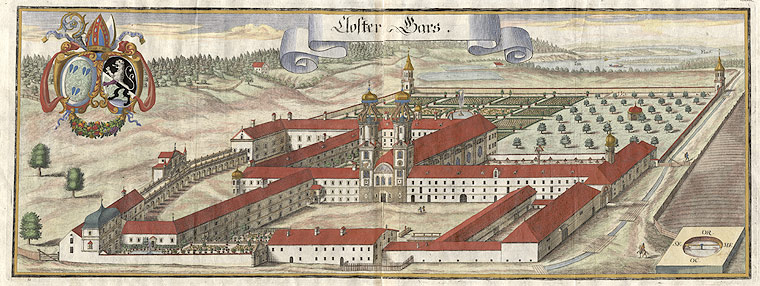
Michael Wening: Kloster Gars, Anfang 18. Jahrhundert

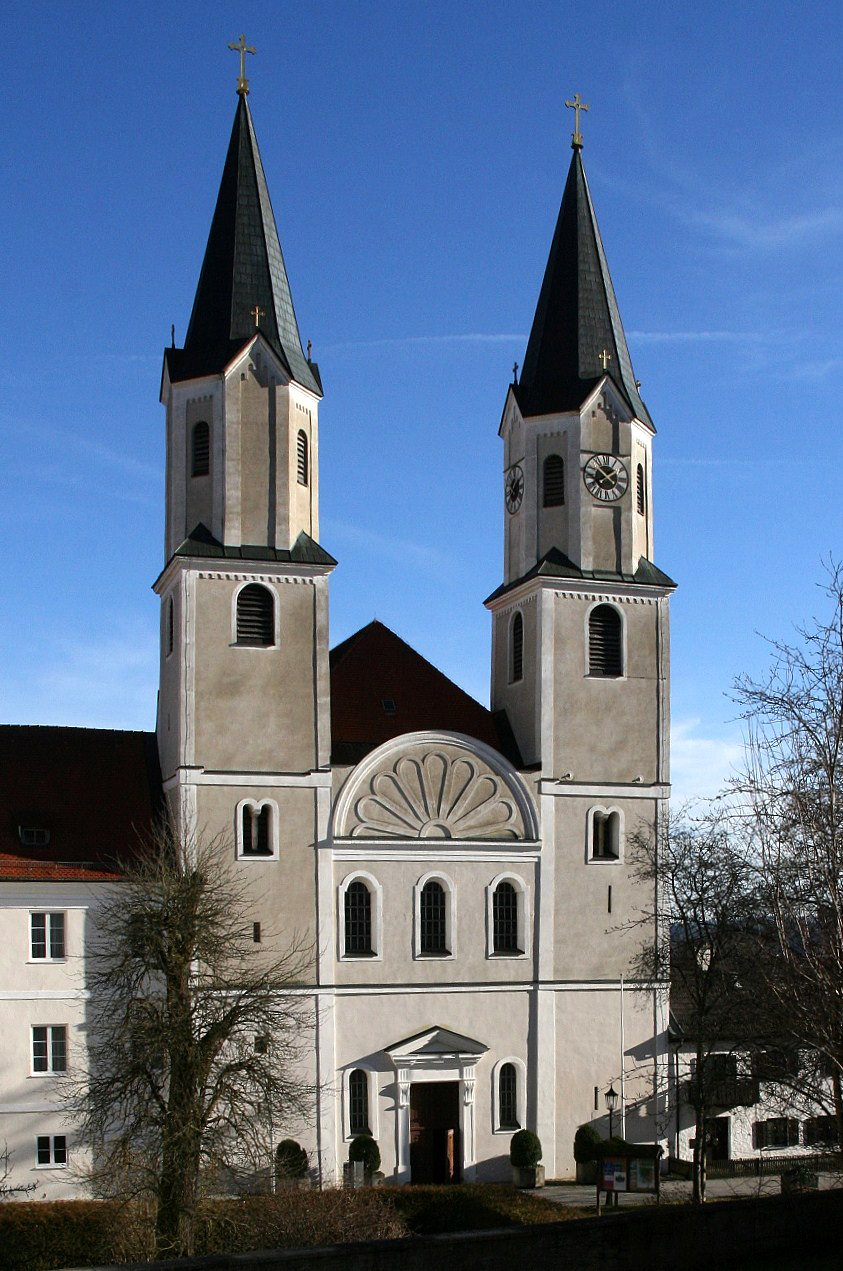
Klosterkirche

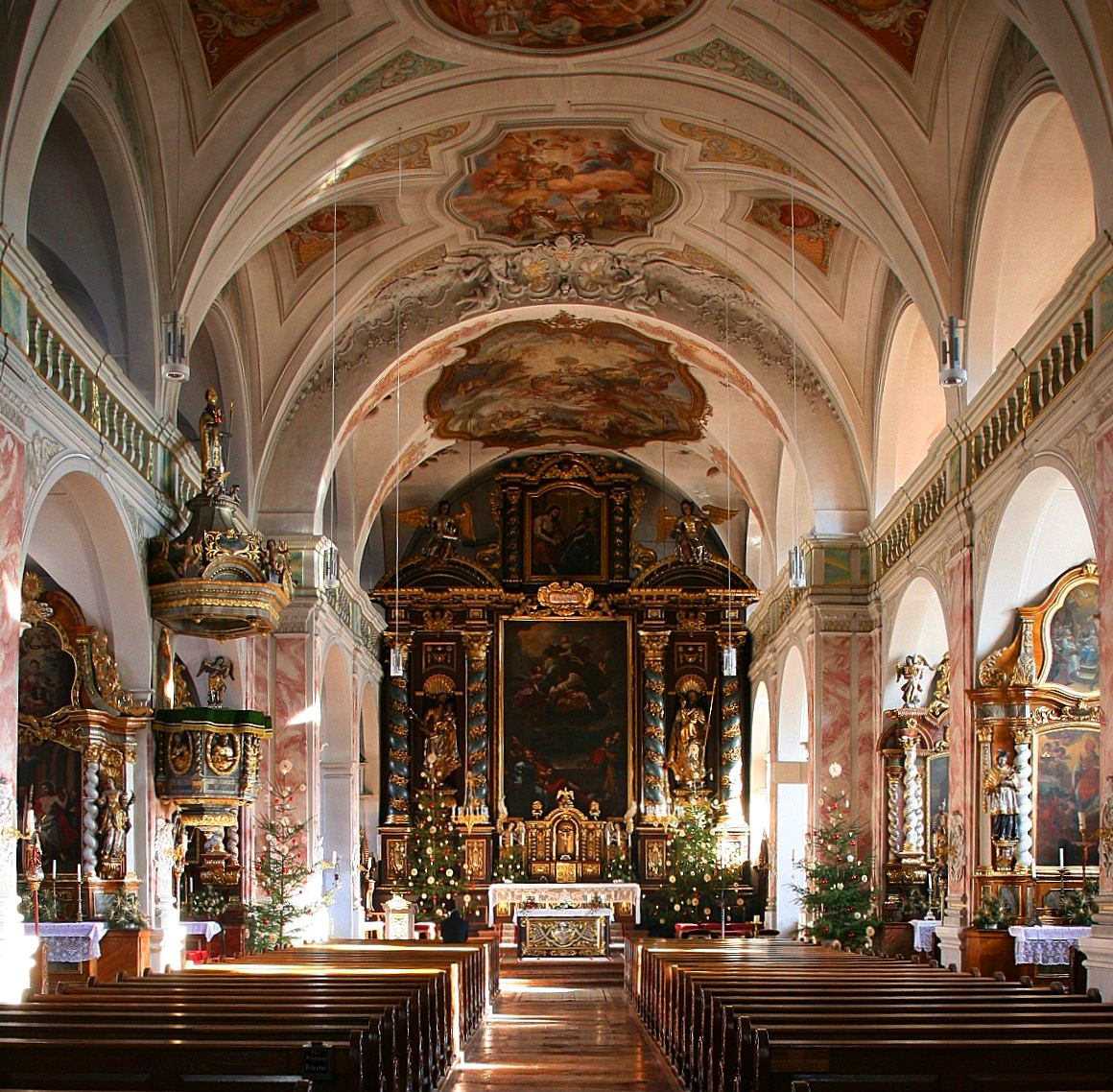
Innenraum der Klosterkirche

Kloster Gars war von 1122 bis 1803 ein Augustiner-Chorherrenstift und ist seit 1858 ein Kloster der Redemptoristen in Gars am Inn in Bayern in der Erzdiözese München und Freising.

## Geschichte
Das SS. Maria und Radegundis geweihte Kloster wurde durch Herzog Tassilo III. von Bayern 768 als „Cella Garoz“ gegründet. Ursprünglich waren in Gars Benediktiner, von 1122 bis 1803, dem Jahr der Auflösung im Zuge der Säkularisation in Bayern war das Kloster ein Augustiner-Chorherrenstift. Die frühbarocke Klosterkirche (erbaut unter der Leitung von Christoph Zuccalli zusammen mit seinen beiden Vettern Kaspar und Enrico aus Roveredo in Graubünden) gilt als die erste Barockkirche auf deutschem Boden. Sie und zentrale Klostergebäude überstanden die Säkularisationszeit. Seit dem Jahr 1858 ist es ein Redemptoristenkloster. Von 1907 bis 1973 war in Gars eine Philosophisch-Theologische Hochschule für die Redemptoristen der Münchner Ordensprovinz untergebracht. Im Gebäudekomplex befinden sich auch Unterrichts- und Verwaltungsräume eines staatlichen Gymnasiums sowie ein Institut für Lehrerfortbildung. In der Klosterkirche befindet sich das Grab des 1988 seliggesprochenen Redemptoristen Kaspar Stangassinger.
Im Kloster lebte und wirkte von 1871 bis zu seinem Tod, 1930, der berühmte Malermönch Max Schmalzl, der auch als Bayerischer Fra Angelico bezeichnet wird.
Bis zu ihrem Tod 1879 lebte die bayerische Mystikerin Louise Beck im Kloster. In dieser Zeit beherrschte sie das Kloster und hatte großen Einfluss auf die bayerische Kirchenpolitik.

## Reihe der Pröpste
Quelle
Augustiner-Chorherren:
1. Eppo I.
2. Eberwin
3. Hugo, 1129, 1158
4. Heinrich I., 1160
5. Friedrich I.
6. Egenolf, 1170
7. Heinrich II., 1171, 1177
8. Johann I., 1179, um 1183
9. Berthold I., 1185, 1195
10. Adelung (Adelwin), 1198, 1210
11. Heinrich III., 1219
12. Friedrich II., 1229
13. Ulrich (unsicher)
14. Conrad I., 1288
15. Thomas I., † 1307 (unsicher)
16. Jakob I.
17. Gundaker, † 1317 (unsicher)
18. Seyfrid
19. Hartnid, † 1323 (unsicher)
20. Berthold
21. Stephan
22. Thomas II.
23. Jakob II.
24. Zacharias, 1381
25. Albert von Leuzendorf, 1383
26. Jakob III., 1388
27. Jakob IV. Hinterkircher, 1414–1420
28. Conrad II. Dezlsamer, † 1435
29. Thomas III. Surauer, 1435–1455
30. Christian Nadler, 1455–1459
31. Johann II. Mosheimer, 1459–1469
32. Johann III. Stockhaimer, 1469–1494; erhielt 1484 die Pontifikalien
33. Jakob V. Zollner, 1494–1510
34. Johann IV. Schambacher, 1510–1516
35. Joachim, 1516
36. Sebastian Peltram, 1516–1528
37. Caspar von Leuzenbrunn, 1528–1533
38. Valentin Rhem, 1533–1540
39. Georg I. Edenhueber, 1540–1556
40. Georg II. Hadersperger, 1557–1591
41. Michael Wagnereck, 1592–1620
42. Peter Mittmann, 1620–1643
43. Ubald Mayr, 1643–1648
44. Athanas Peitlhauser, 1648–1698
45. Gelasius Ludwig, 1698–1742
46. Paulus Hoelzl, 1742–1751
47. Joseph Schmid, 1751–1771
48. Floridus Fak, 1772–1794
49. Augustin Hacklinger, 1794–1803, † 19. Februar 1830[2]